# Montbolo
Montbolo (Catalaans: Montboló) is een gemeente in het Franse departement Pyrénées-Orientales (regio Occitanie) en telt 195 inwoners (2004). De plaats maakt deel uit van het arrondissement Céret.

## Geografie
De oppervlakte van Montbolo bedraagt 22,2 km², de bevolkingsdichtheid is 8,8 inwoners per km². De gemeente ligt in Vallespir.

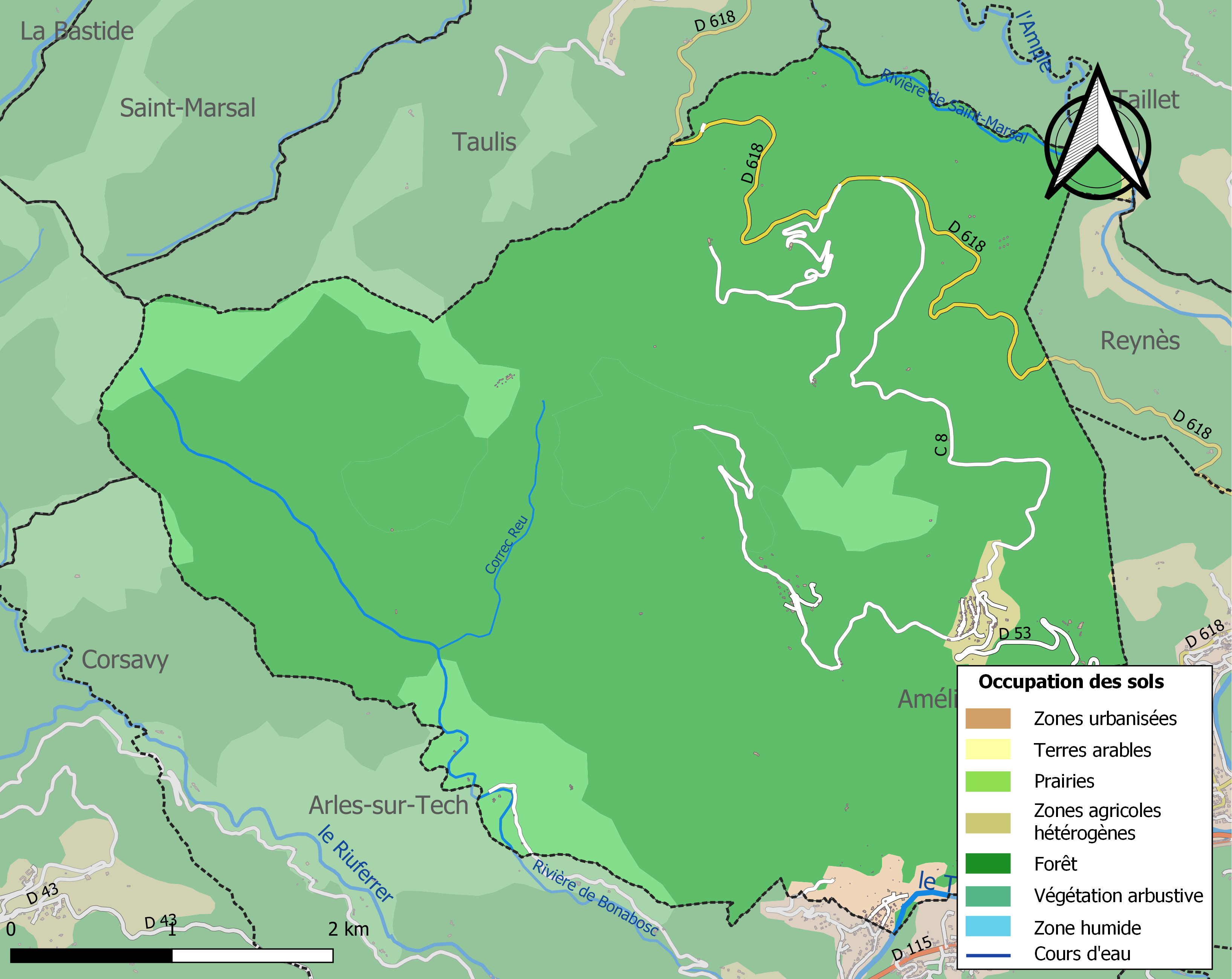
Kaart van de gemeente met de belangrijkste infrastructuur, bodemgebruik en omliggende gemeenten

## Demografie
Onderstaande figuur toont het verloop van het inwonertal (bron: INSEE-tellingen).